# سيسيل تايلور
سيسيل تايلور (بالإنجليزية: Cecil Taylor)‏ (و. 1929 – 2018 م) هو عازف بيانو، وشاعر، وملحن، وكاتب، وعازف جاز أمريكي، ولد في نيويورك، توفي في نيويورك، عن عمر يناهز 89 عاماً.

## التعليم
تعلم في معهد نيو إنجلند للموسيقى ‏، وكلية الموسيقى في نيويورك ‏.

## جوائز
حصل على جوائز منها:
- جائزة كيوتو للفنون والفلسفة [الإنجليزية]‏ (2013)
- زمالة ماك آرثر (1991)[10]
- زمالة غوغنهايم (1973)
- جائزة بيرد  [لغات أخرى]‏
- جائزة كيوتو.

## روابط خارجية
- سيسيل تايلور على موقع IMDb (الإنجليزية)
- سيسيل تايلور على موقع الموسوعة البريطانية (الإنجليزية)
- سيسيل تايلور على موقع ميوزك برينز (الإنجليزية)
- سيسيل تايلور على موقع إن إن دي بي (الإنجليزية)
- سيسيل تايلور على موقع أول ميوزيك (الإنجليزية)
- سيسيل تايلور على موقع ديسكوغز (الإنجليزية)
- سيسيل تايلور على موقع قاعدة بيانات الفيلم (الإنجليزية)